# Населення Маріуполя

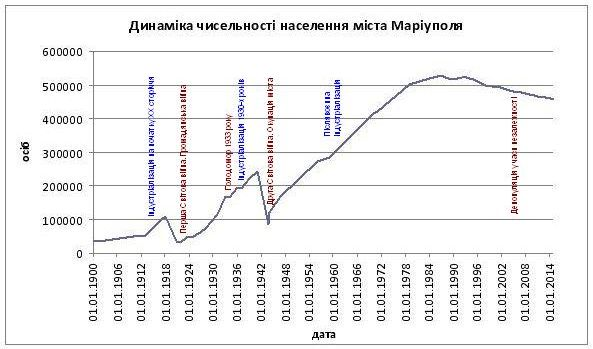
Динаміка населення Маріуполя у ХХ ст.

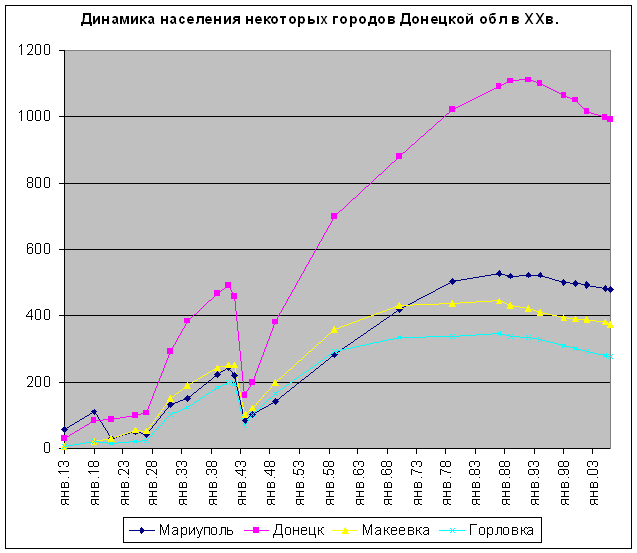
Динаміка населення Маріуполя в порівнянні з деякими містами Донецької області

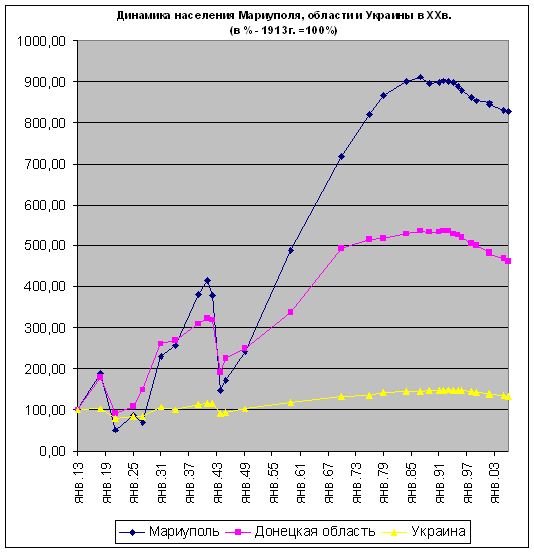
Динаміка населення Маріуполя в порівнянні з Донецькою областю та Україною

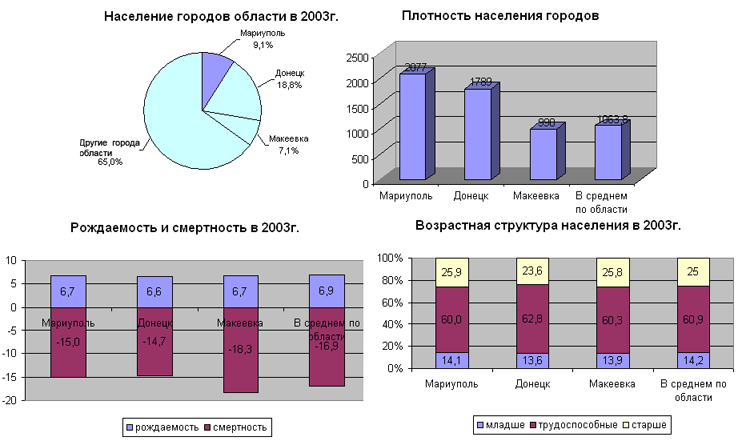
Маріуполь. Населення. Місто в області

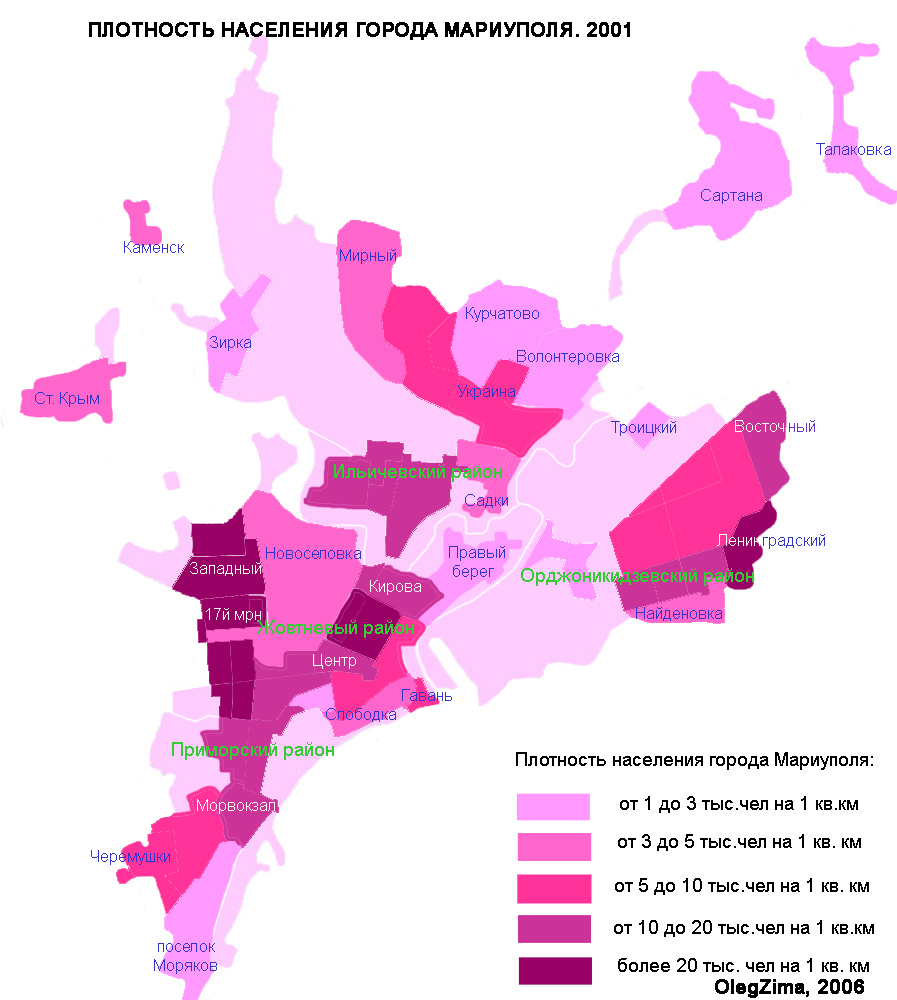
Щільність населення Маріуполя

Населення Маріуполя

## Кількість населення
На 1 січня 2015 кількість населення склала 455 063 осіб, з підлеглими територіями (смт Сартана, смт Талаківка, смт Старий Крим) — 476 827 чол. Природна народжуваність населення (дані на середину 2000-х років) — 0,67 %, природна смертність — 1,5 %, природне скорочення населення — 0,83 % (одне з найменших в регіоні). Смертність вища народжуваності в 1,8 рази.
Сальдо міграції — +4,8 %. Загальне скорочення населення міста — 0,61 %.
Середній вік населення міста на 1 січня 2014 року — 43,4 років (найстаріше в Україні), в тому числі чоловіки — 40,5 років, жінки — 45,7 років.
Станом на 1 січня 2014 із загального числа постійного населення 455 138 осіб:
- 12,9 % (58 803 осіб) Осіб молодше працездатного віку (0 — 15 років)
- 61,4 % (279 247 осіб) Осіб працездатного віку (16 — 59 років)
- 25,7 % (117 088 осіб) Осіб старше працездатного віку (60 років і старше)

Таким чином, демографічна навантаження населення — 630 осіб молодше і старше працездатного віку (всього 175891 осіб) на 1000 осіб працездатного віку (279 247 осіб), у тому числі 211 за рахунок молодшого та 419 — за рахунок старшого покоління. За цим показником Маріуполь посідає перше місце (максимальне навантаження) серед усіх міст України з населенням більше 100 тис. осіб.
Чоловіків в місті 206 669 осіб, жінок — 248 469 осіб, таким чином, на 1000 жінок припадає 832 чоловіки, а в тому числі:
- у віці молодше працездатного — 1071
- в працездатному віці — 915
- у віці старше працездатного — 577

Віково-статева піраміда на 1 січня 2014 представлена нижче.

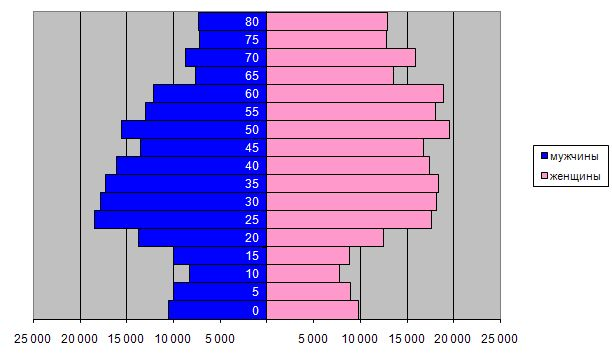
Віково-статева піраміда Маріуполя 2014

| Роки                 | Міста (тис. осіб) | З передмістями (тис. осіб) |
| -------------------- | ----------------- | -------------------------- |
| 1778                 | 0,168             |                            |
| 1782                 | 2,948             |                            |
| 1795                 | 2,623             |                            |
| 1823                 | 2,848             |                            |
| 1850                 | 4,579             |                            |
| 1855                 | 4,600             |                            |
| 1862                 | 6,089             |                            |
| 1864                 | 7,440             |                            |
| 1887                 | 16,815            |                            |
| 1890                 | 19,0              |                            |
| 1897 (перепис)       | 31,8              |                            |
| 1903                 | 38,0              |                            |
| 1910                 | 51,3              |                            |
| 1913                 | 58,0              |                            |
| 1917                 | 97,3              |                            |
| 1918                 | 110,0             |                            |
| 1921                 | 30,0              |                            |
| 1925                 | 50,0              |                            |
| 1926                 | 41,0              |                            |
| 1939 (перепис)       | 221,5             | 236,0                      |
| 1941                 | 241,0             | 257,0                      |
| 1943                 | 85,0              |                            |
| 1959 (перепис)       | 283,6             | 299,1                      |
| 1970 (перепис)       | 417,0             | 436,8                      |
| 1979 (перепис)       | 502,6             | 525,0                      |
| 1984                 | 520,0             | 542,9                      |
| 1987                 | 529,0             | 552,3                      |
| 1989 (перепис)       | 518,9             | 541,0                      |
| 1992                 | 522,9             | 545,4                      |
| 1994                 | 520,7             | 543,6                      |
| 1998                 | 499,8             | 521,3                      |
| 2001 (перепис)       | 492,2             | 514,5                      |
| 2002                 | 489,7             | 510,8                      |
| 2005                 | 481,6             | 502,8                      |
| 2006                 | 480,0             | 502,0                      |
| 2007 (на 01.11.2006) | 477,9             | 500,0                      |
| 2010                 | 469,3             | 491,3                      |
| 2011                 | 466,7             | 488,5                      |
| 2012                 | 464,5             | 486,3                      |
| 2013                 | 461,8             | 483,7                      |
| 2014                 | 458,5             | 480,4                      |
| 2016                 | 455,1             | 476,8                      |
| 2017                 | 449,5             |                            |
| 2018                 | 444,5             |                            |
| 2019                 | 440,3             |                            |
| 2020                 | 436,5             |                            |
| 2021                 | 431,8             |                            |
| 2022                 | 425,7             |                            |

## Національний склад
Українці складають трохи менше половини населення міста, другою за чисельністю нацією Маріуполя є росіяни.
Інші народи: (греки, євреї, татари, вірмени, білоруси тощо).
Місто є ареалом скупченого мешкання азовських греків. Їх у місті 21,9 тис. осіб; крім того, у 6 найближчих сільських районах — 31,4 тис. осіб. У сумі це становить близько 70% грецького населення області та 60% — країни.
Національний склад у 2001 році.
| Національність | Чисельність (чол.) | Частка (%) |
| -------------- | ------------------ | ---------- |
| українці       | 248683             | 48,7       |
| росіяни        | 226848             | 44,4       |
| греки          | 21923              | 4,3        |
| білоруси       | 3858               | 0,8        |
| вірмени        | 1205               | 0,2        |
| євреї          | 1176               | 0,2        |
| болгари        | 1082               | 0,2        |
| інші           | 6060               | 1,2        |
| усе населення  | 510835             | 100        |

Динаміка національного складу населення Маріуполя за даними переписів, %
|          | 1926 | 1939 | 1959 | 2001 |
| -------- | ---- | ---- | ---- | ---- |
| українці | 32,9 | 49,0 | 45,9 | 48,7 |
| росіяни  | 35,3 | 35,6 | 42,3 | 44,4 |
| греки    | 10,1 | 7,1  | 7,5  | 4,3  |
| білоруси | 0,5  | 0,9  | 1,1  | 0,8  |
| євреї    | 17,7 | 4,7  | 1,1  | 0,2  |

## Мовний склад
Динаміка рідної мови населення Маріуполя за переписами, %
| мова       | 1897 | 1926 | 2001 |
| ---------- | ---- | ---- | ---- |
| російська  | 63,2 | 79,4 | 89,4 |
| українська | 10,0 | 9,2  | 10,1 |
| грецька    | 5,1  | 2,2  | 0,1  |
| єврейська  | 15,1 | 7,0  | 0,0  |

Мовний склад Маріупольської міськради за переписом 2001 року.
| Мова          | Чисельність (осіб) | Частка (%) |
| ------------- | ------------------ | ---------- |
| російська     | 457 931            | 89,64      |
| українська    | 50 656             | 9,92       |
| грецька       | 1 046              | 0,20       |
| вірменська    | 372                | 0,07       |
| білоруська    | 266                | 0,05       |
| болгарська    | 55                 | 0,01       |
| інші          | 509                | 0,10       |
| усе населення | 510 835            | 100        |

Грецька мова представлена місцевими варіантами — так званими урумською (греко-татарською) та румейською (греко-елінською) мовами.
Етномовний склад населення (рідна мова за переписом 2001 р.) у районах міста та населених пунктах міськради
|                          | російська | українська | грецька |
| ------------------------ | --------- | ---------- | ------- |
| МАРІУПОЛЬ (міськрада)    | 89,5      | 9,9        | 0,2     |
| м. МАРІУПОЛЬ             | 89,4      | 10,1       | 0,1     |
| ЖОВТНЕВИЙ район          | 91,1      | 8,3        | 0,1     |
| ІЛЛІЧІВСЬКИЙ район       | 93,6      | 6,0        | 0,1     |
| ОРДЖОНІКІДЗЕВСЬКИЙ район | 85,5      | 14,1       | 0,1     |
| ПРИМОРСЬКИЙ район        | 85,8      | 13,5       | 0,2     |
| смт САРТАНА              | 91,6      | 3,6        | 4,4     |
| смт СТАРИЙ КРИМ          | 96,3      | 3,3        | 0,3     |
| смт ТАЛАКІВКА            | 89,5      | 10,3       | 0,1     |
| с. ГНУТОВЕ               | 90,0      | 10,0       | -       |
| с-ще ЛОМАКИНЕ            | 99,2      | 0,4        | 0,4     |

## Зайнятість
Близько 59% зайнятих у народному господарстві працюють у промисловості, 11% на транспорті.
Офіційний рівень безробіття на 1 січня 2004 року — 0,60%, один з найменших у країні, фактичний — дещо більший.

## Злочинність
Коефіцієнт злочинності — 1 103 зареєстрованих карних злочини на 100 тис.мешканців.